# Macclesfield Forest
Macclesfield Forest är en by i civil parish Macclesfield Forest and Wildboarclough, i distriktet Cheshire East, i grevskapet Cheshire, i England. Byn är belägen 6 km från Macclesfield. Macclesfield Forest var en civil parish 1866–1981 när blev den en del av Macclesfield Forest and Wildboarclough. Civil parish hade 98 invånare år 1961.